# Чулу Баба теке
Чулу или Чули или Цули Баба теке (на македонска литературна норма: Чулу Баба Теќе, Чули Баба Теќе, Цули Баба Теќе) е средновековно дервишко теке, намиращо се в град Кичево, Северна Македония. Текето е действащо и в него се извършват активно ислямски обреди.
Текето, изградено в 1560 година, е един от най-старите ислямски религиозни обекти в Кичево. Запазен е бератът за изграждането му. В текето има тюрбе, изградено в 1595 година. Текето е обновявано в 1880, 1932, 1995 и 2012 година.